# Vasilikí (Héraklion)
Ne doit pas être confondu avec Vasilikí (Lassíthi).
Vasilikí, en grec moderne : Βασιλική, est un village du dème de Gortyne, dans le district régional de Héraklion, de la Crète, en Grèce. Selon le recensement de 2001, la population de Vasilikí compte 198 habitants.
Le village est situé à une altitude de 260 mètres et à une distance de 56 km de Héraklion.